# Pascale Ferran
Pascale Ferran (Paris, 17 de abril de 1960) é um cineasta e roteirista francês.